# 蟹場温泉
蟹場温泉（がにばおんせん）は、秋田県仙北市田沢湖田沢字先達の乳頭温泉郷にある温泉。

## 泉質
- 単純硫化水素泉

## 温泉街
秋田県道194号線の秋田県側起点に、一軒宿の「蟹場温泉」が存在する。旅館の東側に40メートルほど行った所に蟹場と呼ばれる沢があり、昔そこでサワガニが多く取れたことが温泉名の由来である。

## 歴史
開湯は1846年（弘化3年）であり、長く農閑期の湯治場であった。大きく注目を集めるのは、近年の秘湯ブーム以降である。
1967年（昭和42年）10月19日、乳頭温泉郷の一部として国民保養温泉地に指定。

## アクセス
- 公共交通：秋田新幹線田沢湖駅より羽後交通の路線バス（乳頭線）で約55分で終点（乳頭蟹場温泉）下車[1]。
- 道路

（盛岡方面から）：東北自動車道・盛岡ICから国道46号、国道341号、秋田県道127号駒ケ岳線、秋田県道194号西山生保内線で約1時間30分。
（秋田方面から）：国道46号、国道341号、秋田県道127号駒ケ岳線、秋田県道194号西山生保内線で約1時間40分。

## 周辺
- 乳頭温泉郷
  - 黒湯温泉
  - 孫六温泉
  - 一本松温泉
  - 大釜温泉
  - 妙乃湯温泉
  - 鶴の湯温泉